# Giải bóng đá nữ vô địch quốc gia 2001
Giải bóng đá nữ vô địch quốc gia 2001 là mùa giải thứ 4 do VFF tổ chức mà không có nhà tài trợ. Năm 2001, Giải vô địch Bóng đá Nữ Quốc gia lần thứ IV có 7 đội tham dự chia làm 2 lượt thi đấu vòng tròn 1, chọn 2 đội nhất nhì mối bảng đá chéo vào bán kết chọn 2 đội vào chung kết, khởi tranh từ 10-6 đến 13-7-2001 tại Thủ đô Hà Nội. Đội Hà Nội xuất sắc lần thứ tư liên tiếp giành chức vô địch sau khi đánh bại Đội Hà Tây với tỷ số 3-0 trong trận chung kết trên sân Hà Nội.

## Cách tính điểm, xếp hạng
- Đội thắng: 3 điểm
- Đội hoà: 1 điểm
- Đội thua: 0 điểm

Tính tổng số điểm của các Đội đạt được để xếp thứ hạng.
- Nếu có từ hai Đội trở lên bằng điểm nhau, thứ hạng các Đội sẽ được xác định như sau: trước hết sẽ tính kết quả của các trận đấu giữa các Đội đó với nhau theo thứ tự: 
  - Tổng số điểm.
  - Hiệu số của tổng số bàn thắng trừ tổng số bàn thua.
  - Tổng số bàn thắng.

Đội nào có chỉ số cao hơn sẽ xếp trên.
Nếu các chỉ số vẫn bằng nhau, Ban tổ chức sẽ tổ chức bốc thăm để xác định thứ hạng của các Đội (trong trường hợp chỉ có hai đội có các chỉ số trên bằng nhau và còn thi đấu trên sân thì sẽ tiếp tục thi đá luân lưu 11m để xác định đội xếp trên).

## Kết quả

### Các đội bóng
- Thời gian: 1/7/2001 - 13/7/2001
- Số đội: 7 (thêm Hà Nam)
- Thể thức: tương tự năm 2000

### Kết quả
Bảng A (sân Hàng Đẫy, Hà Nội): Hà Nội (7đ), Thành phố Hồ Chí Minh (7đ), Hà Nam (3đ), Quảng Ngãi (0đ)
Bảng B (sân Hà Đông, Hà Nội): Hà Tây (4đ), Than Việt Nam (4đ), Sóc Sơn (0đ)
Hạng 3: Than Việt Nam 2-1 Thành phố Hồ Chí Minh
Chung kết (13/7, sân Hàng Đẫy): Hà Nội 3-0 Hà Tây

## Tranh hạng ba
Ở trận tranh giải ba, Than Việt Nam bất ngờ hạ Thành phố Hồ Chí Minh 2-1 bằng một chiến thắng khá thuyết phục. Thành phố Hồ Chí Minh mở tỷ số trước (Kim Chi phút 24) nhưng lại đuối dần trong hiệp hai. Hai bàn thắng của Than Việt Nam do Đỗ Thị Phương ghi đều ở đẳng cấp cao. Thắng 2-1, Than Việt Nam giành giải ba trị giá 20 triệu đồng.
| Than Việt Nam | 2–1 | Thành phố Hồ Chí Minh |
| ------------- | --- | --------------------- |
| Đỗ Thị Phương |     | Đoàn Thị Kim Chi 24'  |

## Trận chung kết
Hà Nội dường như không có đối thủ trong làng bóng đá nữ quốc gia. Chiều qua (13/7), trên Sân vận động Hà Nội, đội bóng thủ đô một lần nữa chứng minh điều đó bằng chiến thắng trước Hà Tây với tỷ số cách biệt 3-0, đăng quang lần thứ tư liên tiếp. Trận đấu cuối cùng của giải diễn ra với chất lượng chuyên môn khá. Hà Tây đã không gây được bất ngờ trong lần thứ hai liên tiếp gặp Hà Nội ở chung kết. Họ chỉ cầm cự được ở hiệp một khi các tiền vệ của đội chủ nhà không kiểm soát được bóng do thiếu người tổ chức. Tuy vậy, bàn thắng trong hiệp đầu vẫn thuộc về Hà Nội do công của Hiền Lương ở phút thứ 20. Cuối hiệp, Thuý Nga còn bỏ lỡ một quả 11m.
Sang hiệp hai, Hà Nội làm chủ trận đấu do các cô gái Hà Tây bắt đầu nản. Minh Nguyệt chơi xuất sắc ở cánh phải đã giúp Hà Nội có nhiều pha tấn công sắc sảo. Hai bàn thắng lần lượt được Nguyễn Thị Hà, Ngọc Châm ghi ở các phút 46, 77. Thắng 3-0, Hà Nội ẵm trọn bốn Cup trong bốn lần tổ chức giải. Ngoài chức vô địch với tiền thưởng 60 triệu đồng, Hà Nội còn có danh hiệu Cầu thủ xuất sắc nhất (hậu vệ Trần Bích Hạnh) và Cầu thủ ghi nhiều bàn thắng nhất (Nguyễn Thị Hà, đồng giải với Lưu Ngọc Mai). Danh hiệu Thủ môn xuất sắc nhất thuộc về Đỗ Thu Trang (Hà Tây).
| Hà Nội                                                            | 3–0 | Hà Tây |
| ----------------------------------------------------------------- | --- | ------ |
| Bùi Thị Hiền Lương 20' · Nguyễn Thị Hà 46' · Đỗ Thị Ngọc Châm 77' |     |        |

## Tổng kết mùa giải
- Vô địch: Đội Hà Nội (thắng Hà Tây 3-0);
- Hạng Nhì: Hà Tây;
- Hạng Ba: Than Việt Nam (thắng TP Hồ Chí Minh 2-1)
- Vua phá lưới: Nguyễn Thị Hà (Hà Nội) và Lưu Ngọc Mai;
- Cầu thủ xuất sắc nhất: Trần Bích Hạnh (Hà Nội);
- Thủ môn xuất sắc nhất: Đỗ Thu Trang (Hà Tây).